# Zhu Zhu (actriță)
Zhu Zhu (n. 19 iulie 1984) este o actriță, cântăreață și prezentatoare de televiziune chineză. 

## Filmografie
| An   | Titlu                       | Titlu chinezesc      | Rol          | Note                 |
| ---- | --------------------------- | -------------------- | ------------ | -------------------- |
| 2011 | What Women Want             | 《我知女人心》       | Oaspăt       |                      |
| 2012 | Shanghai Calling            | 《纽约客@上海》      | Fang Fang    |                      |
| 2012 | Cloud Atlas                 | 《云图》             | Megan        |                      |
| 2012 | The Man with the Iron Fists | 《铁拳》             | Chi Chi      |                      |
| 2012 | Cannibal Grass              | 《食人草》           |              |                      |
| 2014 | The Old Cinderella          | 《脱轨时代》         |              |                      |
| 2014 | Last Flight                 | 《绝命航班》         | Lorain       |                      |
| 2014 | A Bed Affair                | 《床上关系2》        |              | Film de scurt metraj |
| 2014 | Secret Sharer               | 《秘密分享者》       | Li           |                      |
| 2015 | Tales of Mystery            | 《怪谈》             |              |                      |
| 2015 | Great Mr. Zhou              | 《了不起的周先生》   | Ning Dai     |                      |
| 2015 | Dark Hole                   | 《暗洞惊魂》         |              |                      |
| 2015 | Be Careful of No Shadow Man | 《小心没有影子的人》 | Zhang Jingru |                      |